# Dagmar Heller (Theologin)
Dagmar Heller (* 22. März 1959 in Singen) ist eine deutsche evangelische Theologin.

## Leben
Heller studierte in Bethel, Göttingen und Heidelberg, wo sie 1989 mit einer Dissertation über Bernhard von Clairvaux zum Dr. theol. promoviert wurde. Ihr Vikariat absolvierte sie in Kehl, wurde 1990 ordiniert und war dann Pfarrvikarin in Villingen-Schwenningen. Von 1993 bis 2000 arbeitete sie als Exekutivsekretärin in der Kommission für Glauben und Kirchenverfassung des Ökumenischen Rats der Kirchen in Genf. In diese Funktion wirkte sie 1997 in Aleppo als einzige Frau an der Empfehlung zur Reform des Osterdatums mit.
Nach kurzer Tätigkeit als Landeskirchliche Beauftragte für Mission und Ökumene im Kirchenkreis Nordbaden der Evangelischen Landeskirche in Baden übernahm sie im Oktober 2001 als Oberkirchenrätin die Zuständigkeit für ökumenische Fragen und Beziehungen zu orthodoxen Kirchen im Kirchenamt der Evangelischen Kirche in Deutschland. Ab 2007 war sie Professorin am Ökumenischen Instituts Bossey und arbeitete daneben wieder in der Kommission für Glauben und Kirchenverfassung. Seit 2018 ist sie Referentin für Orthodoxie am Konfessionskundlichen Institut in Bensheim.
Heller gehört zum Herausgeberkreis der Ökumenischen Rundschau und ist Autorin oder Herausgeberin zahlreicher Bücher und Aufsätze. Von 2012 bis 2016 war sie Präsidentin der Societas Oecumenica.

## Veröffentlichungen (Auswahl)
- Schriftauslegung und geistliche Erfahrung bei Bernhard von Clairvaux (= Studien zur systematischen und spirituellen Theologie; 2). Echter, Würzburg 1990.
- Baptized into Christ. A guide to the ecumenical discussion on baptism. World Council of Churches, Geneva 2012.

Als Herausgeberin
- (mit Günther Gassmann): Santiago de Compostela 1993. Fünfte Weltkonferenz für Glauben und Kirchenverfassung 3. bis 14. August 1993 : Berichte, Referate, Dokumente. Lembeck, Frankfurt a. M. 1994.
- (mit Ion Bria): Ecumenical pilgrims. Profiles of pioneers in christian reconciliation. World Council of Churches, Geneva 1995.
- (mit Thomas Best): Becoming a christian. The ecumenical implications of our common baptism. World Council of Churches, Geneva 1999.
- (mit Peter Bouteneff): Interpreting together. Essays in hermeneutics. World Council of Churches, Geneva 2001.
- (mit Rainer-Matthias Müller): Die eine Taufe. Tradition und Zukunft eines Sakramentes. Ein praktisches Handbuch für ökumenische Taufvorbereitung. Lembeck, Frankfurt a. M. 2002. ISBN 3-87476-400-1.
- Bekehrung und Identität. Ökumene als Spannung zwischen Fremdem und Vertrautem (= Beihefte zur Ökumenischen Rundschau; Nr. 73). Lembeck, Frankfurt a. M. 2003. ISBN 3-87476-426-5.
- (mit Barbara Rudolph): Die Orthodoxen im Ökumenischen Rat der Kirchen. Dokumente, Hintergründe, Kommentare und Visionen. Eine Dokumentation zum Abschlussbericht der Sonderkommission zur orthodoxen Mitarbeit im ÖRK (= Beihefte zur Ökumenischen Rundschau; Nr. 74). Lembeck, Frankfurt a. M. 2004. ISBN 3-87476-427-3.
- Sechzig Jahre nach Kriegsende – christliche Werte heute. 23. Begegnung im Bilateralen Theologischen Dialog zwischen der Russischen Orthodoxen Kirche und der Evangelischen Kirche in Deutschland (4. Begegnung nach dem Neubeginn in Bad Urach), 17.4. – 22.4.2005 in Moskau und Sergiev Posad (Bad Urach IV) (= Beihefte zur Ökumenischen Rundschau; Nr. 80). Lembeck, Frankfurt a. M. 2007. ISBN 978-3-87476-527-5.
- Mache dich auf und werde licht! Ökumenische Visionen in Zeiten des Umbruchs. Festschrift für Konrad Raiser. Lembeck, Frankfurt a. M. 2008. ISBN 978-3-87476-550-3.
- (mit Péter Szentpétery): Umstrittene Katholizität. Von der zwiespältigen Beziehung zwischen Vielfalt und Einheit. Tagungsbericht der 18. Wissenschaftlichen Konsultation der Societas Oecumenica (= Beiheft zur Ökumenischen Rundschau 105). Leipzig 2016.
- (mit Minna Hietamäki) Just Do It?!, Tagungsbericht der 19. Wissenschaftlichen Konsultation der Societas Oecumenica (= Beiheft zur Ökumenischen Rundschau 117) Leipzig 2018.